# Majagua
Majagua es un municipio de la zona central de Cuba fundado en 1906, como parte de la provincia de Ciego de Ávila.

## Ubicación
El municipio Majagua se localiza en el suroeste (SO) de la provincia de Ciego de Ávila y tiene como Límites:
N: municipio Florencia y Ciro Redondo.
S: municipio La Sierpe.
E: municipio de Ciego de Ávila y Venezuela.
W: municipio Jatibonico.
La ubicación al oeste (W) a la Trocha y por ser una especie de región fronteriza entre las antiguas provincias de Camagüey y Las Villas, el territorio adquirió rasgos de la cultura hispánica por asentamientos de isleños que se dedicaron al cultivo de frutos menores, Tabaco y ganadería, lo que establece determinadas diferencias con la parte de la provincia situada al este (E) de la Trocha donde hay mayor influencia de inmigrantes caribeños.

## Extensión
El territorio ocupa una superficie total de 541,5 km², su forma es alargada de NE a SW formando un polígono irregular. Los puntos extremos se ubican en la intersección de la carretera Majagua-Marroquí al Norte y por la porción meridional en un lugar situado a 2.5 km al SO de la pista Ramblasón en el Cayo.
Como dato de interés se puede establecer que en Europa Continental existen cinco países más pequeños que este territorio: Andorra, Liechtenstein, Mónaco, San Marino y la Ciudad del Vaticano.

## Clima
Dentro de las principales características climáticas se pueden observar la existencia de Vientos estacionales y calmos, así como la influencia continental en invierno. El clima es de Sabanas tropicales (AW) en el cual influyen las Masas de aire árticas en invierno.
Durante el verano la variabilidad del tiempo está asociada a los disturbios propios de la Zona de circulación tropical, como perturbaciones ondulatorias del flujo del este (E) y Ciclones.
La suma anual de horas de luz oscila entre 2700 y 2900. En marzo y abril son los meses de máxima ocurrencia de días despejados.
La temperatura media anual está entre los 25 °C y 26 °C. La regularidad especial de esta variable se hace notable en los meses de julio y agosto con valores promedios de 28 °C.
La tendencia al paso de temperaturas medias por debajo de los 25 °C de noviembre a mayo está relacionada con la llegada del aire frío polar. Esto explica el hecho de que las temperaturas mínimas puedan variar en los diferentes años, mientras que las máximas varían relativamente poco, debido a que las masas de aire cálido que llegan desde las Regiones ecuatoriales tienen aproximadamente las mismas temperaturas que el aire del lugar.
Desde 1916 a 1989 llegaron al municipio 1080 frentes fríos (73 % de los que arribaron al país). Las causas de la temporabilidad e irregularidad de ocurrencias de lluvias se deben a la influencia de procesos atmosféricos, condicionados por el sistema general de circulación y al calentamiento irregular de la superficie de la tierra y de las aguas costeras.
La distribución espacial de las precipitaciones con datos desde 1931 muestra que llueve más en la mitad norte (N) donde la media anual alcanza magnitudes entre 1400 y 1600mm, mientras que en el sur éstas son del orden de 1200-1400mm.
La causa de esta distribución está en que la porción septentrional de Majagua se encuentra dentro del Cinturón central convectivo, así como la convergencia de los Alisios y Brisas del norte con las brisas procedentes del sur.
En los alrededores del poblado cabecera la media es de 135, las máximas para la localidad se registran en junio (249mm) y las mínimas en diciembre (17mm). Las lluvias en verano por lo general del tipo cinnectivo (turbonadas) y son mayores al paso de las ondas del este y Ciclones tropicales. En invierno son frontales, relacionadas con el paso de frentes fríos y en forma eventual de Organismos de bajas presiones.
La humedad relativa media anual a las 07.00 a. m. es del 95 % y a la 1.00 p. m. es del 60 %.
Al observar el paisaje relativamente estable que nos rodea se hace difícil pensar que en el pasado todo era distinto. Con el decursar del Tiempo geológic se han ido produciendo cambios que han dado lugar a renovados Accidentes geográficos.
Todo parece indicar que en el eoceno, el área del municipio se encontraba cubierta por las aguas del mar y predominaba la deposición. Él substrato del territorio donde está actualmente Majagua, se formó hace más de 42 000 000 de años, estas rocas yacen bajo cobertura sedimentaria a distintas profundidades.
Después del Eoceno Superior emergen porciones, como zonas llanas, en el Mioceno todo vuelve a quedar bajo nivel de las aguas, para emerger nuevamente en el Pleistoceno.
El relieve se caracteriza por ser llano, al norte en las estribaciones de la Cordillera a Las Villas es más elevado y ondulado, su altura sobre el nivel del mar es de 180 metros.
En las inmediaciones del poblado de Majagua, la altitud es de 100m y en la porción meridional de sólo 5 metros sobre el nivel del mar. La inclinación de la pendiente hacia el sur oscila entre 30 y 50.

## Historia
Este poblado se originó de la finca La Majagua, mercedada hacia 1860, con el fitotopónimo alegórico a árbol maderable majagua. Antes se llamó Santo Domingo. Existió un asentamiento indio denominado Majagua, al Norte del lugar, en las Alturas de Campo Hatuey; coexistió hasta la llegada de los españoles al territorio, en el siglo XVI.
Entre 1875 y 1876 el mayor general Máximo Gómez estableció el campamento en La Majagua. Durante la Guerra del 95 el lugar resultó uno de sus campamentos principales y de las fuerzas mambisas, escenario de varios combates contra las fuerzas españolas y de hechos históricos. En 1901 las tropas yanquis de ocupación establecieron un campamento. Ese año la Cuba Company compró los terrenos de esta propiedad. Al inaugurarse en 1902 el Ferrocarril Central se estableció un apeadero. Hacia 1905 comenzó el trazado del poblado y se fundó en 1906 con el nombre de Majagua. En 1908 se reconoció como centro del barrio de ese nombre. Tuvo gran repercusión el asesinato del coronel del Ejército Libertador "Simón Reyes", ocurrido en Las Casitas, el 16 de noviembre de 1913. 
Entre 1932 y 1933 varias figuras participaron en la lucha contra Machado. En el propio 1933 se fundó una célula clandestina del Partido Comunista que activó los gremios tabacaleros. En 1947 se organizó un Comité Pro-Chivás, del Partido Ortodoxo, realizaron actos, mítines, lucha contra la politiquería y el golpe de Estado de Batista en 1952. En 1955 los obreros de Majagua apoyaron a la huelga azucarera de 1955, en el central Algodones. Se organizó en enero de 1957 una célula del M - 26-7, dirigida por Evelio Agramonte, ejecutaron diversas acciones y se sumaron a la Huelga del 9 de abril. Los jóvenes del Ejército Rebelde Miguel Rivera, Efraín Hurtado, Pedro Méndez, Humberto y Antonio Castellano, asesinados en la finca Santa Clarita, por fuerzas de la tiranía, fueron enterrados ilegalmente en el cementerio local, el 2 de octubre de 1958. 
Al triunfar la Revolución el 1.º de enero de 1959, hizo su entrada al pueblo el capitán Eliseo Reyes, de la Columna 2. El 15 de diciembre de 1963 se constituyó aquí una seccional del Partido Unido de la Revolución Socialista Cubana, que en 1965 se conformó como PCC. Ese año el pueblo de Majagua se estableció como cabecera de municipio y comenzó un rápido crecimiento. El comandante Ernesto Che Guevara, como ministro de Industria, visitó objetivos económicos en 1963 y 1965. En agosto de 1976 se creó el Buró municipal del PCC y el 31 de octubre quedó constituida la Asamblea municipal del Poder Popular. El General de Ejército Raúl Castro presidió la Tribuna Abierta de la Revolución celebrada, 3 de febrero de 2001. Conserva el pueblo majagüense la tradición cultural de las parrandas campesinas, con las competencias de los bandos Rojo y Azul, iniciadas en 1929, fiestas populares de gran arraigo y colorido.
Desarrollo Económico
Esta población es dedicada a la actividad agropecuaria y la industria, las más importantes son conservas de frutas y vegetales, confecciones textiles, explotación del petróleo. Posee servicios de acueducto y alcantarillado, servicios telefónicos, servicios eléctricos, posee emisoras de radio y televisión.
Existe una Terminal de ómnibus y de ferrocarril. Además de una Empresa de Servicios la cual brinda prestaciones a los módulos eléctricos, refrigeradores, o sea todos los útiles prácticos para el hogar.
Como principal oferta de la gastronomía de este poblado se cuenta con el Motel La Playita, el cual ofrece servicios de restaurante, cafetería y bar, además posee cabañas de alojamiento, así como recreación sana en la pista de baile y el río característico del poblado, del cual pueden disfrutar los bañistas de cualquier edad.
Se cuenta con el Restaurante El Bosque, en el que ofrecen comida criolla y otros productos alimenticios; La Pizzería, con amplia oferta de platos tanto de pizas como espaguetis; La Marquesita, con oferta variada de alimentos ligeros El Ranchón La Rueda, con oferta de comida criolla y el Bar La micro, en el cual existe la casa de la leche con variada oferta de este producto. Estos lugares son muy útiles para la población y los visitantes que cada día recorren las calles de este poblado, ya que representan parte de nuestra cultura culinaria.
Dentro de las instalaciones establecidas para el comercio en el poblado se encuentran dos tiendas de productos industriales, las cuales son El cañón y Playa Girón, en las que se ofertan productos de Mercado de Artículos Industriales (MAI), así como ofertas de varios programas especiales como la tienda de Canastilla y Bebé, la venta de uniformes, al igual que la oferta de varios productos para discapacitados.
Desarrollo Social
Posee una extensión territorial de 292.44 ha y una población de 7 361habitantes que integran las 16 Circunscripciones (1,2,3,4,5,6,7,15,28,30,40,45,46,49,51,53).
Educación
Majagua cuenta con dos Escuelas Primarias, Sergio Pérez Castillo y 5 de septiembre, con una capacidad para 900 estudiantes. El promedio de seminternados es de 588 estudiantes. Ambas poseen áreas deportivas, biblioteca escolar, Laboratorio de computación, huerto, etc.
Existen dos Círculos Infantiles, Amanecer de América y Bebé, con capacidad para 290 niños.
Una Escuela de Oficio, llamada Movimiento Juvenil, con una capacidad para 175 estudiantes, la cual cuenta con un área deportiva, biblioteca, huerto y un laboratorio de computación.
Un Politécnico para la enseñanza media profesional, así como, en el curso actual 2010-2011, se iniciaron los estudios de Preuniversitario.
Se cuenta con una ESBU: Simón Reyes Hernández, con capacidad para 500 estudiantes. Dentro de la misma los estudiantes pueden disfrutar del área deportiva existente, así como de la biblioteca escolar, el Laboratorio de computación, un mini huerto y un área rústica.
Existe además un Palacio de Pioneros donde se brindan pequeños cursos para los círculos de interés a niños de primaria y secundaria, como por ejemplo, de enfermería, veterinaria, gastronomía, alimentaría, etc.
Salud
Este poblado cuenta con un Policlínico, que brinda servicios de estomatología, prótesis, rayos X, electrocardiograma, Sala de intensivo, laboratorio clínico, enfermería, entre otros.
El poblado también cuenta con 15 Consultorios médicos, una farmacia, un laboratorio de medicina verde, existe un Centro higiene, para el control epidemiológico del territorio.
Se cuenta con un Hogar Materno, al igual que una Sala de Fisioterapia, una Casa del Abuelo, la cual cuenta con una capacidad de 25 abuelos.
Cultura
Dentro del poblado de Majagua existen diferentes centros recreativos y culturales como el Museo, el cual tiene sus puertas abiertas todos los días de lunes a viernes de 9:00 AM a 5:00 PM, brindando a sus visitantes una reseña histórica de los primeros habitantes que se asentaron en esta localidad, al igual que varias salas de exposición, algunas permanentes y otras que se van montando en dependencia de fechas conmemorativas.
Se cuenta con una biblioteca municipal que brinda sus servicios toda la semana, así como la Sala de Video, la Librería, en la cual se venden libros de escritores nacionales e internacionales.
La Casa de Cultura, que ofrece talleres de aficionados a las artes plásticas, música y danza y también como medio cultural se consta con el Cine Nieve y el Anfiteatro.
Deporte
Este poblado cuenta con una cancha de basketball, otra de balonmano, un gimnasio y un estadio de pelota.